# Замартынье
Замарты́нье — село Добровского района Липецкой области. Центр Замартыновского сельсовета.

## История
Возникло в середине XVII века под защитой крепости города Доброго (ныне село Доброе). Упоминается в документах 1675 года.
Название — по местоположению за рекой Мартын. Наименование реки Мартын получилось в результате изменения некого тюркского или финно-угорского слова. Сегодня на картах река обозначается как Мартынчик (на ней кроме находятся сёла  (Богородицкое и Панино). В Замартынье на реке сделана запруда. Кроме того, параллельно тянутся ещё два пруда — на левом и правом берегах.
В XIX веке в селе построили Боголюбскую церковь (), которая позже была практически разрушена, сейчас идет её восстановление.
В селе расположено около десяти прудов, некоторые зарыблены карпом, на одном сделана платная рыбалка.
В селе родились Герои Советского Союза Михаил Кабанов и Тимофей Ланских.

## Население
| 1862 | 1880  | 1926  | 1932  | 1997  | 2010  |
| ---- | ----- | ----- | ----- | ----- | ----- |
| 2246 | ↗2425 | ↗3638 | ↗3978 | ↘1222 | ↘1102 |